# Белл, Бертон
Бертон Кристофер Белл (англ. Burton Christopher Bell, род. 19 февраля 1969, Хьюстон, Техас, США) — американский композитор, музыкант и певец. Он наиболее известен как бывший вокалист и фронтмен метал-группы Fear Factory.

## Музыкальная карьера

### Fear Factory
Перед участием в Fear Factory, Бертон Белл участвовал в группе Hate Face. В 1989 году, после распада Hate Face, его сосед по дому Дино Касарес (гитара) пригласил его на встречу с барабанщиком Раймондом Эррерой, чтобы поработать с ним. 31 октября 1990 года Белл, Касарес, Эррера и Энди Ромеро (бас) впервые присутствовали в студии в Лос-Анджелесе. Группа записала четыре студийных альбома до того, как Fear Factory распалась в 2002 году. Группа реформировалась в 2003 году, когда Кристиан Волберс переключился с бас-гитары на гитару, а Байрон Страуд — на бас. В этом составе записано два альбома. В течение следующего периода бездействия в группе Касарес и Белл уладили свои разногласия и в 2009 году решили начать все с чистого листа.
Бертон Белл — единственный участник, который появлялся на всех релизах Fear Factory от их первого демо в 1991 году до их девятого студийного альбома Genexus (2015).
В 2012 году Бертон Белл и Дино Касарес получили награду Revolver Golden Gods Icon.
28 сентября 2020 года Бертон Белл объявил о своем уходе из группы, из-за «последовательной серии нечестных заявлений и необоснованных обвинений со стороны прошлых участников группы» и ожесточенный вражды между ним и Касаресом. Однако было объявлено, что его вокал появится на их десятом студийном альбоме Aggression Continuum, который был записан в 2017 году (были записаны только вокальные партии), и выпущен 18 июня 2021 года.

### Ascension of the Watchers
После распада Fear Factory в 2002 году Белл вместе с Джоном Бечделем сформировали Ascension of the Watchers в студии Бехдела в Миффлинбурге, штат Пенсильвания. Группа выпустила EP Iconoclast в 2005 году. 19 февраля 2008 года Ascension Of The Watchers выпустили свой первый полноценный альбом Numinosum
В феврале 2017 года Белл воссоединил Ascension of the Watchers и начал запись в Northstone Studios, Южный Уэльс, Великобритания, в сотрудничестве с сольным артистом Джейсом Льюисом. Белл считает Льюиса своим музыкальным соулмейтом, и пара записала новый альбом под названием Apocrypha и выпустила его на лейбле Dissonance Productions.

## Семейное положение
Белл женат, воспитывает двух дочерей и сына.

## Дискография
| Группа                    | Дата выпуска | Название                                          |
| ------------------------- | ------------ | ------------------------------------------------- |
| Fear Factory              | 1992         | Soul of a New Machine                             |
| Fear Factory              | 1995         | Demanufacture                                     |
| Clay People               | 1995         | The Iron Icon                                     |
| G/Z/R                     | 1995         | Plastic Planet                                    |
| Fear Factory              | 1998         | Obsolete                                          |
| Spineshank — гость        | 1998         | Strictly Diesel                                   |
| Kilgore — гость           | 1998         | A Search for Reason                               |
| Soulfly — гость           | 1998         | Soulfly                                           |
| Static X — гость          | 2000         | The Crow: Salvation                               |
| Apartment 26 — гость      | 2000         | Hallucinating                                     |
| Fear Factory              | 2001         | Digimortal                                        |
| Fear Factory              | 2004         | Archetype                                         |
| Fear Factory              | 2005         | Transgression                                     |
| Ascension of the Watchers | 2005         | Iconoclast (EP)                                   |
| Soil — гость              | 2006         | True Self                                         |
| Ministry — гость          | 2007         | The Last Sucker                                   |
| Ministry — гость          | 2007         | Cover Up                                          |
| Ascension of the Watchers | 2008         | Numinosum                                         |
| M.A.N — guest             | 2008         | Peacenemy                                         |
| City of Fire              | 2010         | City of Fire                                      |
| Fear Factory              | 2010         | Mechanize                                         |
| Delain — гость            | 2012         | We Are the Others                                 |
| Fear Factory              | 2012         | The Industrialist                                 |
| City of Fire              | 2013         | Trial Through Fire                                |
| Fear Factory              | 2015         | Genexus                                           |
| Ministry — гость          | 2018         | AmeriKKKant                                       |
| Conflict — гость          | 2019         | Decision Code                                     |
| Combichrist — гость       | 2019         | One Fire                                          |
| Pitchshifter- гость       | 2020         | Un-United Kingdom 20th Anniversary Brexit Edition |
| Revillusion — guest       | 2020         | Heart (Less): Revisions & Additions               |
| Ascension of the Watchers | 2020         | Apocrypha                                         |
| Fear Factory              | 2021         | Aggression Continuum                              |